# Bâton du diable
 (février 2013).
Si vous disposez d'ouvrages ou d'articles de référence ou si vous connaissez des sites web de qualité traitant du thème abordé ici, merci de compléter l'article en donnant les références utiles à sa vérifiabilité et en les liant à la section « Notes et références ».
Pour l’article homonyme, voir Carausius morosus (insecte).

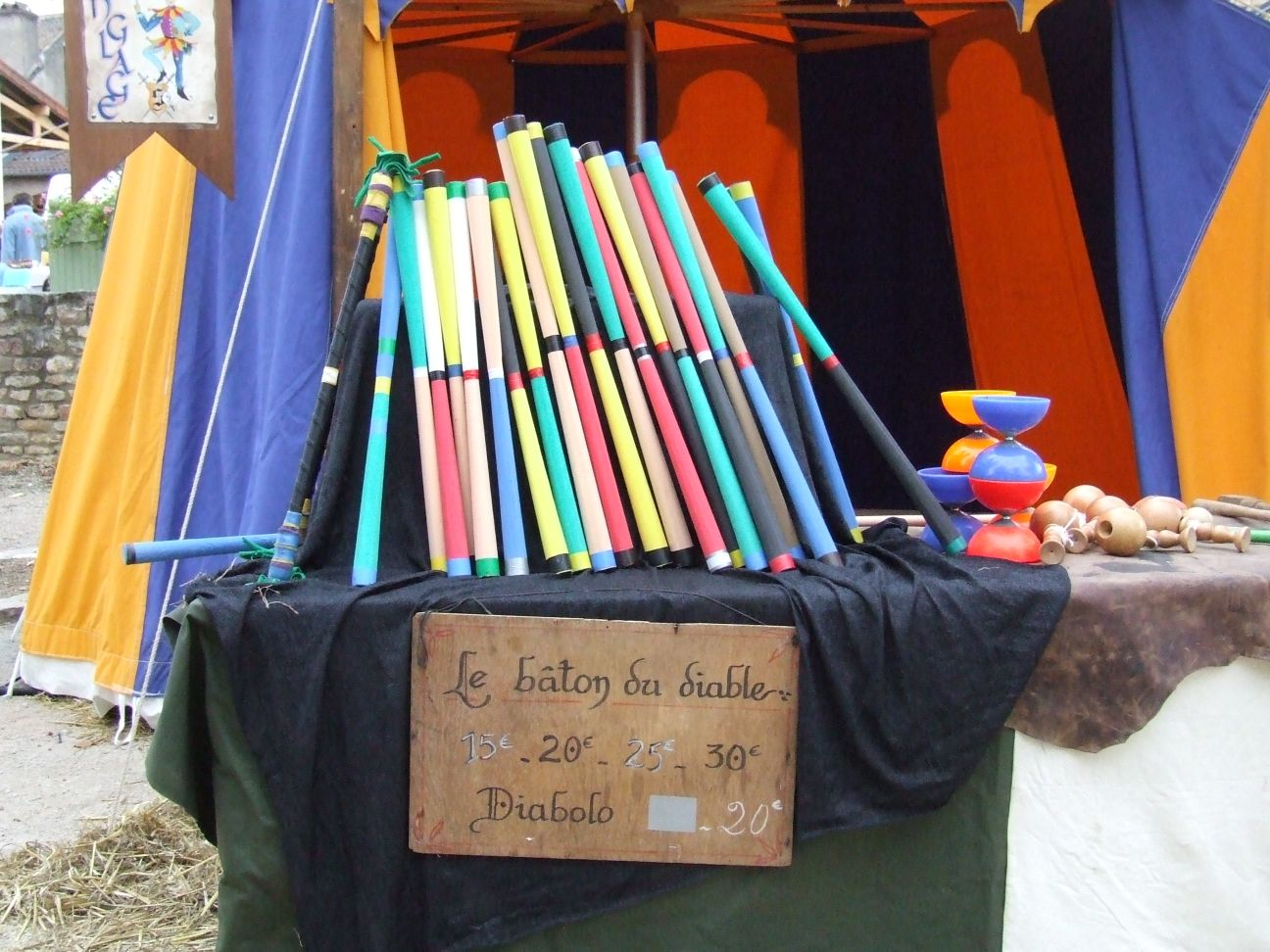
Bâtons du diable.

Le bâton du diable fait partie de ce que l’on appelle les arts du cirque, et plus précisément de la jonglerie.
Un ensemble de bâtons du diable ou golo est composé de trois éléments : Le bâton principal et deux baguettes. Le bâton principal mesure environ 70 centimètres de long (les bâtons du commerce existent en 65 cm ou 75 cm), les baguettes mesurent 45 cm (pour 1 cm de diamètre) environ. Afin de faciliter la tenue entre les différents éléments, les baguettes sont la plupart du temps recouvertes d’une matière agrippante, un tube de silicone.
Le but de la discipline est de maintenir le bâton dans les airs en lui imprimant un mouvement à l’aide des baguettes tenues dans chaque main, et de lui faire parcourir des figures.

## Typologie des bâtons
Cette section ne s'appuie pas, ou pas assez, sur des sources secondaires ou tertiaires indépendantes du sujet.

Pour l'améliorer, ajoutez-en, ou placez des modèles {{Source secondaire souhaitée}} ou {{Source secondaire nécessaire}} sur les passages mal sourcés. (juillet 2022)

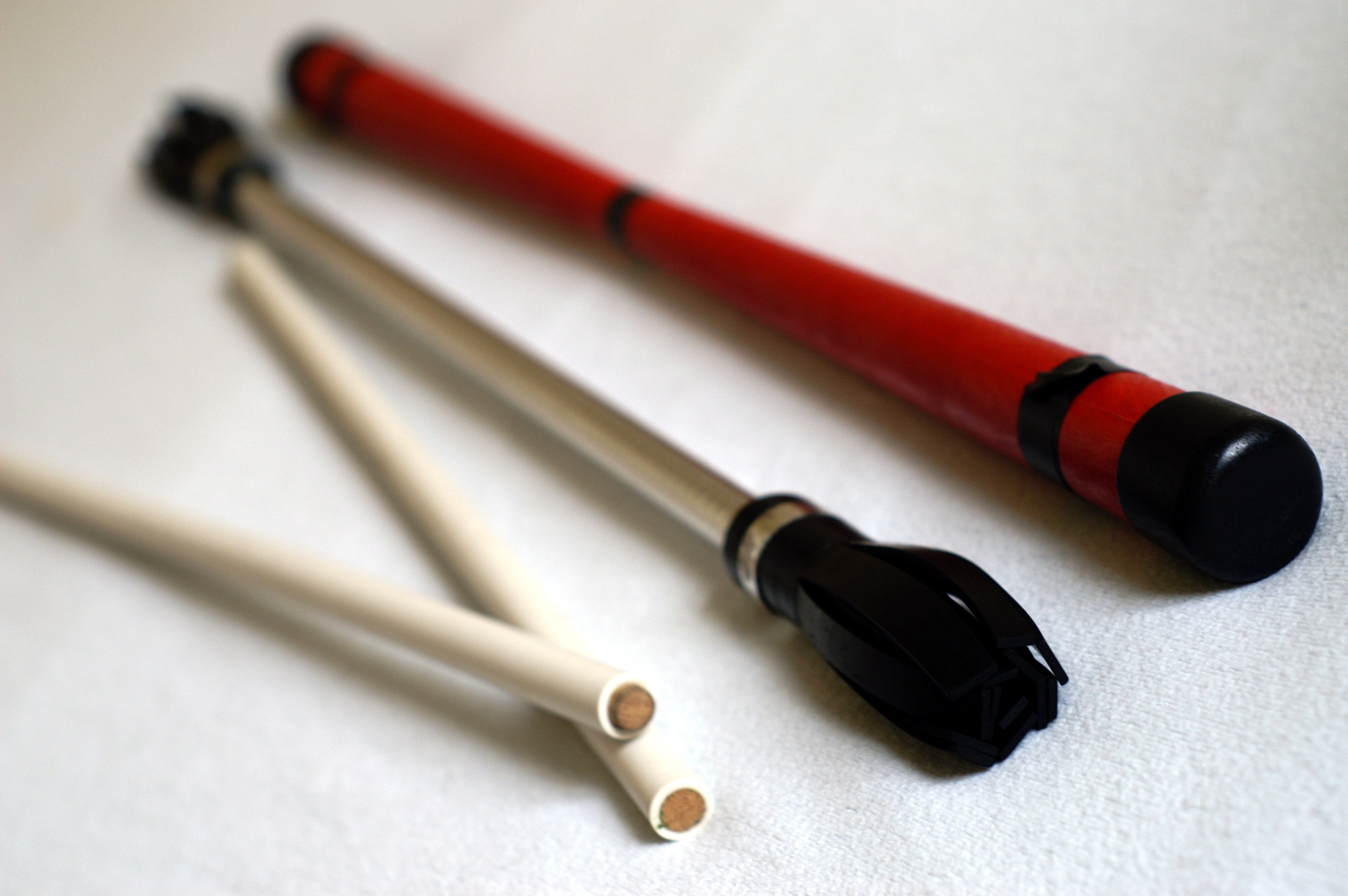
Bâton du diable (à droite) et bâton fleur (au centre).

Il existe deux grandes familles de bâtons :
- le bâton du diable traditionnel est de forme biconique, moins large au centre qu’aux extrémités (3 cm de diamètre aux extrémités contre 1,5 cm au centre environ) ;
- le bâton dit droit ou fleur est un simple cylindre droit, muni de masses supplémentaires à ses extrémités, sous la forme de pièces de matériaux souples (cuir, tissu, matière plastique…) découpées en franges de 5 à 10 centimètres de long sur quelques millimètres de large, puis enroulés à chaque bout du bâton et dont l’aspect visuel en fleur a donné son nom au bâton. Il existe cependant des bâtons droits sans fleur au bout, avec des poids tubulaires ou sphériques. Les bâtons droits peuvent ainsi avoir une grande diversité de forme.

Le bâton fleur est souvent utilisé pour son aspect visuel attractif et une maniabilité accrue. En effet, sa légèreté (il est plus léger que le bâton du diable biconique) et les franges qui ralentissent sa vitesse et le stabilisent permettent au « bâtonner » de réaliser des figures plus facilement.
À l’inverse, le fait que le bâton biconique soit légèrement plus difficile à manier en fait un bon outil d’apprentissage : une erreur se détecte plus vite sur le bâton conique, et peut ainsi être rattrapée sur le champ. La plus grande stabilité du bâton fleur incite à moins prendre garde aux dérives légères du mouvement, et donc aboutit à un contrôle moins précis.
Le bâton fleur présente un désavantage par rapport à l’usage du bâton traditionnel, à savoir : certaines figures sont impossibles à réaliser avec le bâton fleur. En effet, ce dernier ne rebondit pas lorsque son bout heurte le sol, contrairement à certains bâtons du diable équipés d’un tampon de caoutchouc à leurs extrémités.
Toutefois, certaines figures sont impossibles avec un bâton conique : celles où l’on appuie la baguette sous le rebord de la fleur, pour retenir ou faire tourner le bâton.
Les professionnels ont tendance, en spectacle, à utiliser des bâtons coniques, qui ont un aspect moins « jouet » que les fleurs. Mais, les fleurs permettent des figures tout aussi difficiles que les coniques.

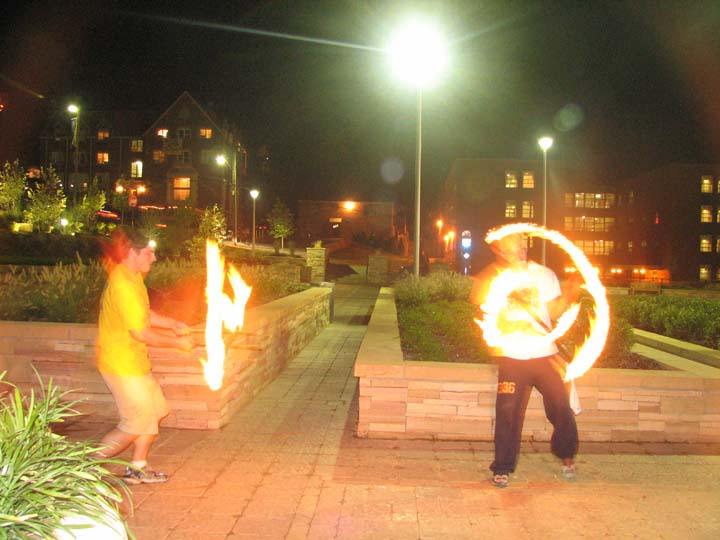
Utilisation de bâtons enflammés.

Il existe de nombreuses autres sortes de bâtons du diable comme les bâtons souples (une base en PVC) dont les embouts ressemblent à des balles caoutchouteuses. Ceux-ci sont idéaux pour les enfants, car moins dangereux, et aussi intéressants pour les adultes puisque leurs petites balles permettent de nouvelles figures avec rebond sur chaussure, sol, bras, genoux, pied, etc. Ce type de bâton est très rapide grâce aux poids à chaque extrémité, et sa légèreté centrale. Il existe aussi des bâtons du diable enflammés, dont les extrémités sont recouvertes d’une mèche que l’on imbibe de pétrole désaromatisé. La partie centrale est alors constituée d’un matériau ininflammable, en général du métal, recouvert d’une matière antidérapante (grip) résistante à la chaleur.

## Figures

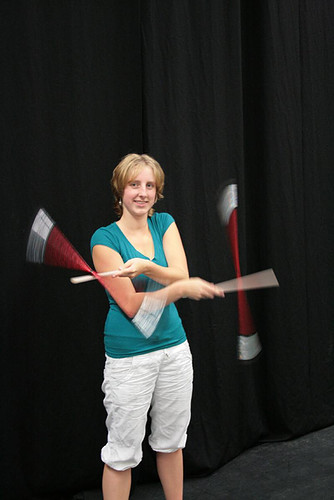
Combinaison de bâtons du diable.

### Le Tic-Tac
Cette figure, aussi appelée Tic-Tac  ou métronome, constitue le mouvement de base au bâton du diable.

### L’épée ou Le balancier à une main
Le balancier réalisé à une main est une figure nettement plus difficile que le balancier à deux mains. 

### Le saut périlleux (double, triple…)
À partir du balancier, une forte impulsion permet de lancer le bâton vers le haut tout en le faisant  tournoyer dans un plan vertical. Sa récupération peut se faire avec n’importe quelle baguette et peut s’enchaîner, par exemple, avec le balancier ou l’hélice verticale.

### L’hélicoptère et les hélices
L’hélicoptère est la quatrième figure à apprendre au bâton du diable. Elle est relativement simple à maîtriser et primordiale, car elle est à la base de nombreuses autres combinaisons. Elle consiste à faire tourner le bâton dans un plan horizontal en le faisant passer d’une baguette à l’autre.